# لوك دانييلز
لوك دانييلز (بالإنجليزية: Luke Daniels) (5 يناير 1988 ببولتن في المملكة المتحدة - ) هو لاعب كرة قدم بريطاني في مركز حراسة المرمى. شارك مع منتخب إنجلترا تحت 19 سنة لكرة القدم. أما مع النوادي، فقد لعب مع تشارلتون أثلتيك وسكونثورب يونايتد وشروزبري تاون ومانشستر يونايتد ونادي ترانمير روفرز لكرة القدم ونادي ماذرويل ووست بروميتش ألبيون ونادي بريستول روفيرز ونادي روتشديل ونادي ساوثيند يونايتد.

## وصلات خارجية
- لوك دانييلز على موقع قاعدة بيانات كرة القدم.إي يو (الإنجليزية)
- لوك دانييلز على موقع Soccerbase.com (لاعب) (الإنجليزية)
- لوك دانييلز على موقع Soccerway.com (الإنجليزية)
- لوك دانييلز على موقع عالم كرة القدم.نت (الإنجليزية)
- لوك دانييلز على موقع AS.com (الإسبانية)
- لوك دانييلز على موقع GSA (الإنجليزية)